# Mumford & Sons
Mumford & Sons este o formație britanică de folk rock formată la Londra în 2007. Trupa este alcătuită din Marcus Mumford⁠(d) (voce, chitară electrică, chitară acustică, baterie), Ben Lovett (voce, claviaturi, pian) și Ted Dwane⁠(d) (voce, chitară bas, contrabas). Cântârețul la banjo Winston Marshall⁠(d) a părăsit trupa în 2021.
Mumford & Sons au lansat patru albume de studio: Sigh No More⁠(d) (2009), Babel⁠(d) (2012), Wilder Mind⁠(d) (2015) și Delta⁠(d) (2018). Debutul lor, Sigh No More, a ajuns pe locul doi în UK Albums Chart și în Billboard 200 din SUA, după care Babel și Wilder Mind au debutat ambele pe locul întâi în Regatul Unit și SUA, primul devenind cel mai rapid vândut album rock al deceniului, ceea ce a făcut ca ei să fie aleși pentru concertul principal de la Festivalul de la Glastonbury din 2013⁠(d). Trupa a mai lansat și trei albume live: Live at Shepherd's Bush Empire (2011), The Road to Red Rocks (2012) și  (2017).
Formația a câștigat o serie de premii muzicale de-a lungul carierei, Sigh No More aducându-le Brit Award pentru cel mai bun album britanic⁠(d) în 2011, o nominalizare la Mercury Prize și șase nominalizări la premiile Grammy. Spectacolul live de la ceremonia de decernare a premiilor Grammy din 2011 alături de Bob Dylan și The Avett Brothers⁠(d) a dus la o creștere a popularității în SUA. Pentru Babel, a primit opt nominalizări la Grammy și a câștigat premiul Grammy pentru albumul anului. A câștigat și premiul Brit pentru cel mai bună formație britanică⁠(d) în 2013 și un premiu Ivor Novello pentru realizări internaționale în 2014.

## Istorie

### Primii ani (2007–2009)
Mumford & Sons a fost formată la sfârșitul anului 2007 de multi-instrumentiștii Marcus Mumford⁠(d), Ben Lovett, Winston Marshall⁠(d) și Ted Dwane⁠(d). Membrii trupei cântă la chitară acustică, la tobe, la instrumente cu claviaturi, la chitară bas și la instrumente populare tradiționale, cum ar fi banjo, mandolină și chitară rezonatoare⁠(d). Numele trupei se bazează pe faptul că Marcus Mumford este cel mai vizibil membru, cel care organizează trupa și spectacolele. Lovett a arătat și că denumirea este menită să evoce o senzație de „nume de veche afacere de familie”.
Cam în aceeași perioadă, mai multe formații similare își creșteau vizibilitatea în vestul Londrei, ceea ce a dat naștere noțiunii de „scena folk din vestul Londrei”. Mumford consideră această caracterizare drept o exagerare — doar s-a întâmplat ca Mumford & Sons și alte câteva formații folk să funcționeze în aceeași zonă generală la acea vreme. Într-un interviu pentru Herald Sun⁠(d), Marcus Mumford spunea: „[nici] nu prea este folk. Da, o parte este, dar  cu siguranță nu este o «scenă». Cineva s-a entuziasmat prea mult de câteva trupe care locuiesc pe o rază de o sută de mile și le-au pus într-o cutie să le vândă la pachet. Este o comunitate, nu o scenă. Nu este ceva exclusivist”. Dezvoltat în același mediu muzical și cultural, sunetul formației Mumford & Sons a fost comparat cu cel al unor artiști precum Noah and the Whale⁠(d), Johnny Flynn și Laura Marling⁠(d), în a cărei formație de suport fuseseră în trecut Marshall, Mumford și Dwane.
La începutul lui 2008, trupa a început să lucreze cu managerul Adam Tudhope, care, în cadrul companiei de management Everybody's, îi reprezenta și pe Keane și pe Laura Marling. Prin legătura cu Tudhope, Mumford & Sons a fost expusă viitorului ei A&R de la Island, Louis Bloom, care a început să o monitorizeze. Bloom a declarat pentru HitQuarters⁠(d) că formația este încă într-o stare incipientă și că nu este încă pregătită pentru un acord cu o casă de discuri: „Nu era nimeni acolo pentru ea, doar câțiva prieteni și aveau nevoie de timp să se dezvolte. În următoarele șase luni, am continuat să-i văd și ei literalmente câștigau fani de fiecare dată.”
În februarie 2008, trupa a încheiat un turneu extins în Regatul Unit, cu sprijinul lui Alessi's Ark⁠(d), Sons of Noel and Adrian⁠(d), Peggy Sue⁠(d) și alții. Luna iunie 2008 a marcat prima apariție a trupei la Festivalul de la Glastonbury⁠(d). A făcut și un turneu în Australia cu Laura Marling, a cărei lipsă de înclinație pentru interacțiunea cu publicul l-a încurajat pe Mumford să treacă în centrul atenției. Experiența a ajutat la pregătirea atitudinii sale față de publicul formației Mumford & Sons, aceea de a interacționa frecvent și de a încerca să creeze o atmosferă comodă, destinsă. Primul proiect al lui Mumford & Sons a fost un EP intitulat Love Your Ground, care a fost finalizat abia după un an și a fost lansat în noiembrie 2008 la Chess Club Records.

### Sigh No More(2009–2012)
Pe tot parcursul anului 2008 și la începutul lui 2009, Mumford & Sons au cântat în locații mici, cel mult medii din Regatul Unit și SUA, expunând publicul la melodiile de pe Love Your Ground și la alte materiale care aveau să devină în cele din urmă Sigh No More⁠(d) . Trupa a înregistrat în cele din urmă Sigh No More cu Markus Dravs⁠(d), care a produs albume cu artiști precum Arcade Fire⁠(d). La acea vreme, membrii trupei nici măcar nu dețineau propriile instrumente – la început, când au apărut la sesiunile de înregistrare cu mâinile goale, Dravs a vrut să-i trimită acasă. Singura piesă din Love Your Ground care a fost inclusă pe Sigh No More a fost „Little Lion Man⁠(d)”. Formația a declarat pentru Herald Sun că și-a autofinanțat albumul pentru a evita compromisurile artistice și tehnice care se întâmplă uneori la proiectele finanțate de studio. Ei au plecat apoi din nou în turnee ca formație de suport pentru Laura Marling în 2009, iar Mumford & Sons a contribuit cu muzicieni la albumul ei din 2010, I Speak because I Can⁠(d).

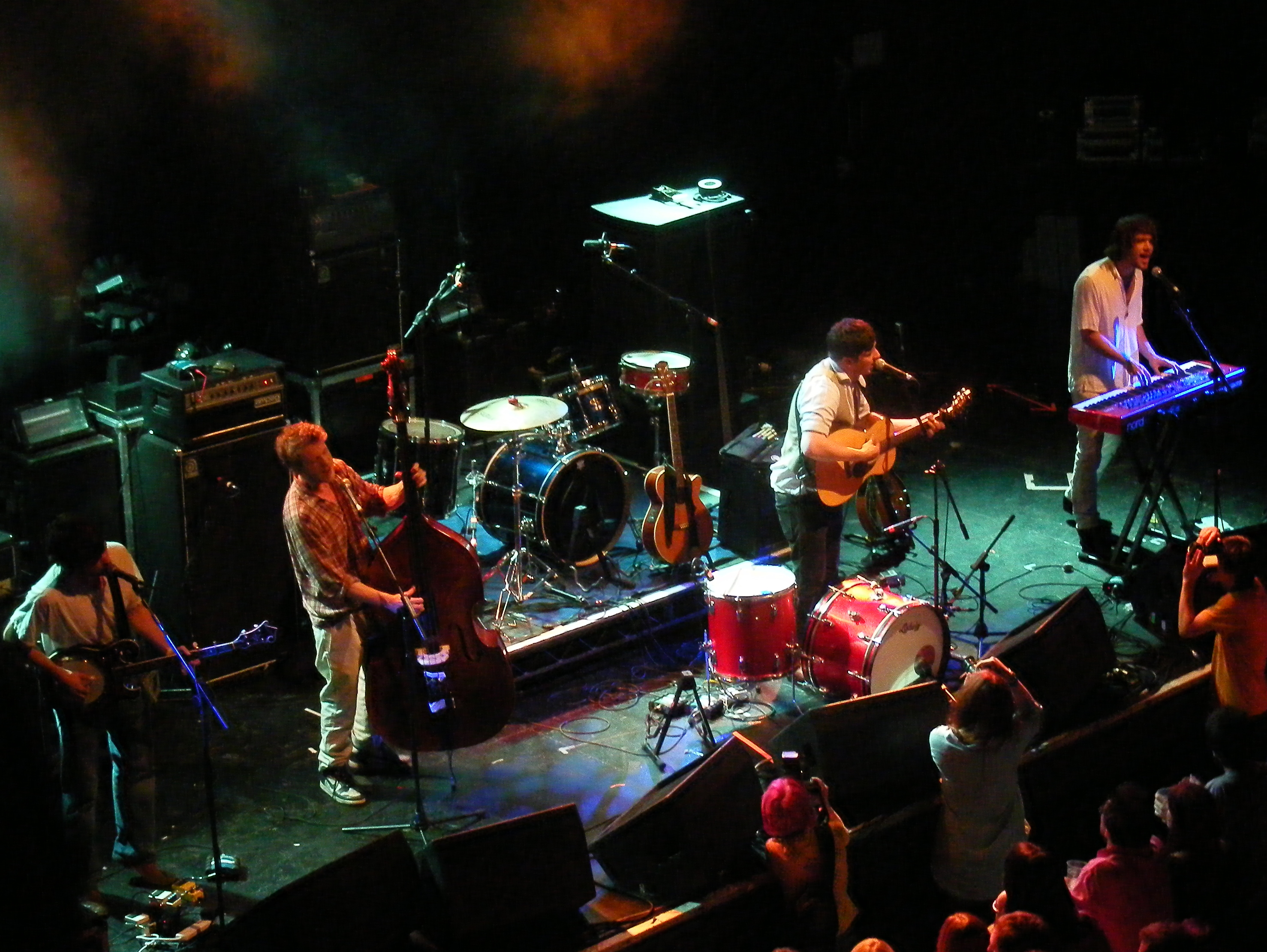
Mumford & Sons cântând la Festivalul Dot to Dot din Bristol pe

În august 2009, Mumford & Sons a semnat un acord de licențiere cu Island Records pentru Regatul Unit, cu Dew Process⁠(d) în Australia și Noua Zeelandă, cu Glassnote Records⁠(d) în America de Nord și Cooperative Music⁠(d) în restul lumii, precum și prin intermediul propriei case de discuri, Gentlemen of the Road. Patronul Dew Process, Paul Piticco a semnat cu trupa după ce a fost prezent la un recital în SUA în 2009 și a apreciat abordarea lor „cinstită” și sunetul unic. Albumul lor de debut a fost lansat pe 5 octombrie 2009, cu „Little Lion Man” drept single principal.
Dave Berry⁠(d) de la XFM⁠(d) a spus că „Little Lion Man” este pentru el săptămânii, iar într-un alt interviu cu formația, s-a corectat „ce «a săptămânii»? este piesa mea preferată din tot anul”. DJ Zane Lowe⁠(d)  de la BBC Radio 1⁠(d) a făcut „Little Lion Man” disc de reacție în ziua de 27 iulie 2009, înainte de a-l numi „cea mai tare piesă din lume” în seara următoare.
În primul lor recital la o televiziune americană, trupa a cântat „Little Lion Man” în emisiunea CBS Late Show with David Letterman⁠(d) pe 17 februarie 2010. Această apariție a fost urmată de interpretarea piesei „The Cave⁠(d)” la The Late Late Show cu Craig Ferguson,⁠(d) pe 26 februarie 2010. Mumford & Sons au avut succes comercial în Australia și Noua Zeelandă. În ianuarie 2010, „Little Lion Man” ajunsese pe primul loc în topul Triple J Hottest 100⁠(d) pentru tot anul 2009, la cea mai mare distanță de locul doi din istoria topului. În noiembrie 2010, trupa a câștigat un premiu ARIA Music pentru cel mai popular artist internațional. Sigh No More a ajuns pentru prima dată pe locul 9 în topurile din Noua Zeelandă în octombrie 2010 și, ulterior, a ajuns pe primul loc în clasament în ianuarie 2011, datorită popularității single-urilor de pe album.
Într-un interviu din martie 2010, Ray Davies⁠(d) a anunțat că Mumford & Sons va apărea pe viitorul său album de colaborare. Marcus Mumford a confirmat acest lucru într-un interviu în aceeași lună, declarând: „sunt mai încântat de asta decât de orice până acum în viața mea”. Mumford & Sons a interpretat piesa „Days/This Time Tomorrow” împreună cu Davies pe 12 februarie 2010 la emisiunea Later... with Jools Holland⁠(d) la BBC.

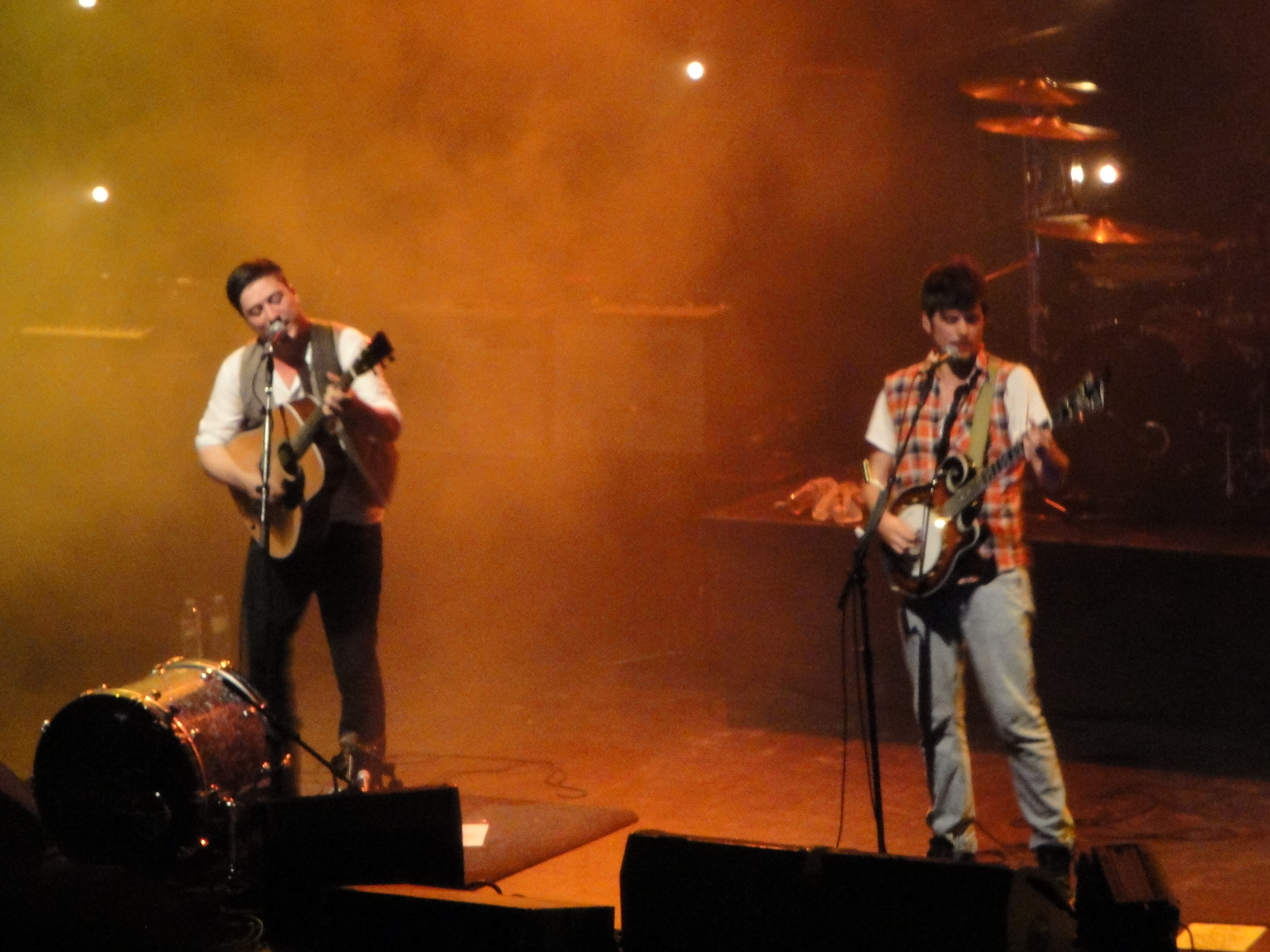
Marcus Mumford și Winston Marshall pe scena din Brighton,

În decembrie 2010, Mumford & Sons a obținut nominalizări la premiile Grammy pentru cel mai bun artist nou și cel mai bun cântec rock („Little Lion Man”). Deși nu a câștigat niciun premiu, trupa a interpretat single-ul „The Cave” la ceremonia Grammy. Prestația lor a atras atenția pozitivă din partea mass-media și a sporit vizibilitatea pentru Sigh No More — vânzările din SUA au crescut cu 99% în perioada următoare ceremoniei din februarie 2011. Ulterior, albumul a ajuns pe locul doi în UK Albums Chart și în Billboard 200 din SUA.
Pe 7 decembrie 2010, în colaborare cu Dharohar Project și Laura Marling⁠(d), Mumford & Sons a lansat un album EP înregistrat în Delhi, India. Albumul a fost înregistrat într-un studio improvizat cu muzicieni tradiționali rajastanezi și include patru colaborări, inclusiv combinații multiculturale din „Devil’s Spoke” de Marling și „To Darkness” de la Mumford & Sons. Sigh No More a fost certificat⁠(d) de 4 ori cu platină în Regatul Unit, și de 2 ori cu platină în SUA.
Trupa a continuat să crească în popularitate în 2011, câștigând mai multe premii majore și fiind cap de afiș pentru spectacole și festivaluri mai mari. În februarie 2011, au primit un European Border Breakers Award pentru succesul lor internațional. Au primit un Brit Award pentru albumul britanic al anului cu Sigh No More și au interpretat „Timshel” la ceremonie. Vânzările albumului în Regatul Unit au crescut după aceasta cu 266 la sută. În timpul unui turneu în Statele Unite, la începutul lui 2011, trupa a început să scrie cântece pentru albumul următor. Claviaturistul Ben Lovett a afirmat că atmosfera creativă din Nashville, Tennessee le-a ușurat procesul de compunere a cântecelor. În timp ce cântau în Kansas City, Missouri, pe 3 iunie, prima oprire a turneului lor din SUA, trupa a anunțat că înregistrează un nou album, care urma inițial să fie lansat la sfârșitul anului 2011.
În aprilie 2011, formația a mers împreună cu Old Crow Medicine Show⁠(d) și Edward Sharpe and the Magnetic Zeros⁠(d) în turneul inaugural Railroad Revival⁠(d), care a fost inspirat de turneul Festival Express⁠(d) din 1970 efectuat în Canada, printre alții, de Buddy Guy⁠(d), Janis Joplin, The Grateful Dead și The Band⁠(d). Călătorind exclusiv pe calea ferată în vagoane de epocă, cele trei formații au concertat în șase „locații unice în aer liber” pe parcursul unei săptămâni, începând cu Oakland, California. Ketch Secor de la Old Crow a declarat pentru American Songwriter⁠(d) că a fost „parcă ne-am fi lăsat toate bagajele acasă și am luat doar instrumentele”, compunând adesea melodii noi în tren. „Noi eram doar pe șinele acelea vechi care zdrăngăneau. A fost o odisee pe calea ferată care i-ar fi făcut pe Woody⁠(d) și pe Doc să-și ridice pălăriile și să sufle în fluiere”, spunea el. Au apărut în documentarul muzical Big Easy Express, regizat de Emmett Malloy, filmat în acea călătorie și care a avut premiera în martie 2012 la South by Southwest Film Conference and Festival⁠(d) (SXSW Film) din Austin, Texas  — unde a câștigat premiul Headliner Audience Award. Filmul a câștigat și „cel mai bun videoclip în format prelungit” la premiile Grammy 2013.
Mumford & Sons au cântat la Festivalul de la Glastonbury pe 24 iunie 2011, apoi au pornit într-un turneu nord-american în care au interpretat frecvent melodii de pe următorul album. Ei au înregistrat două melodii pentru adaptarea după Wuthering Heights⁠(d) realizată de Andrea Arnold⁠(d), dintre care una (intitulată „Enemy”) este prezentată în timpul genericului de final. În iunie 2012, Mumford & Sons au contribuit cu melodia „Learn Me Right” împreună cu Birdy la filmul Pixar Brave.

### Babel(2012–2013)
Mumford & Sons și-au lansat al doilea album de studio, Babel⁠(d), pe 24 septembrie 2012, cu 12 melodii și o ediție de lux care conține trei melodii exclusive. Single-ul principal „I Will Wait⁠(d)” a avut premiera în emisiunea BBC Radio 1 a lui Zane Lowe pe 7 august. Pe 29 august 2012, Mumford & Sons și-au înregistrat concertul de la Red Rocks Amphitheatre⁠(d) din Colorado. Concertul a fost lansat ulterior pe DVD, vinil și pe iTunes sub titlul „Road to Red Rocks”. Interpretarea piesei „I Will Wait” din concert a fost lansată înaintea DVD-ului din 9 septembrie ca videoclipul oficial pentru cântec. Pe 22 septembrie 2012, trupa a interpretat două melodii de pe noul album, „I Will Wait” și „Below My Feet”, la Saturday Night Live.
Babel a debutat pe primul loc în UK Albums Chart și în US Billboard 200. A devenit cel mai rapid vândut album din 2012 în Regatul Unit, vânzând peste 158.000 de exemplare în prima sa săptămână și a fost cel mai vândut debut al oricărui album în 2012 în SUA, vânzându-se în 600.000 de exemplare în prima săptămână și în peste un milion în întreaga lume. În decembrie 2012, Winston Marshall a spus pentru NME că trupa repetă și compune pentru următorul album.

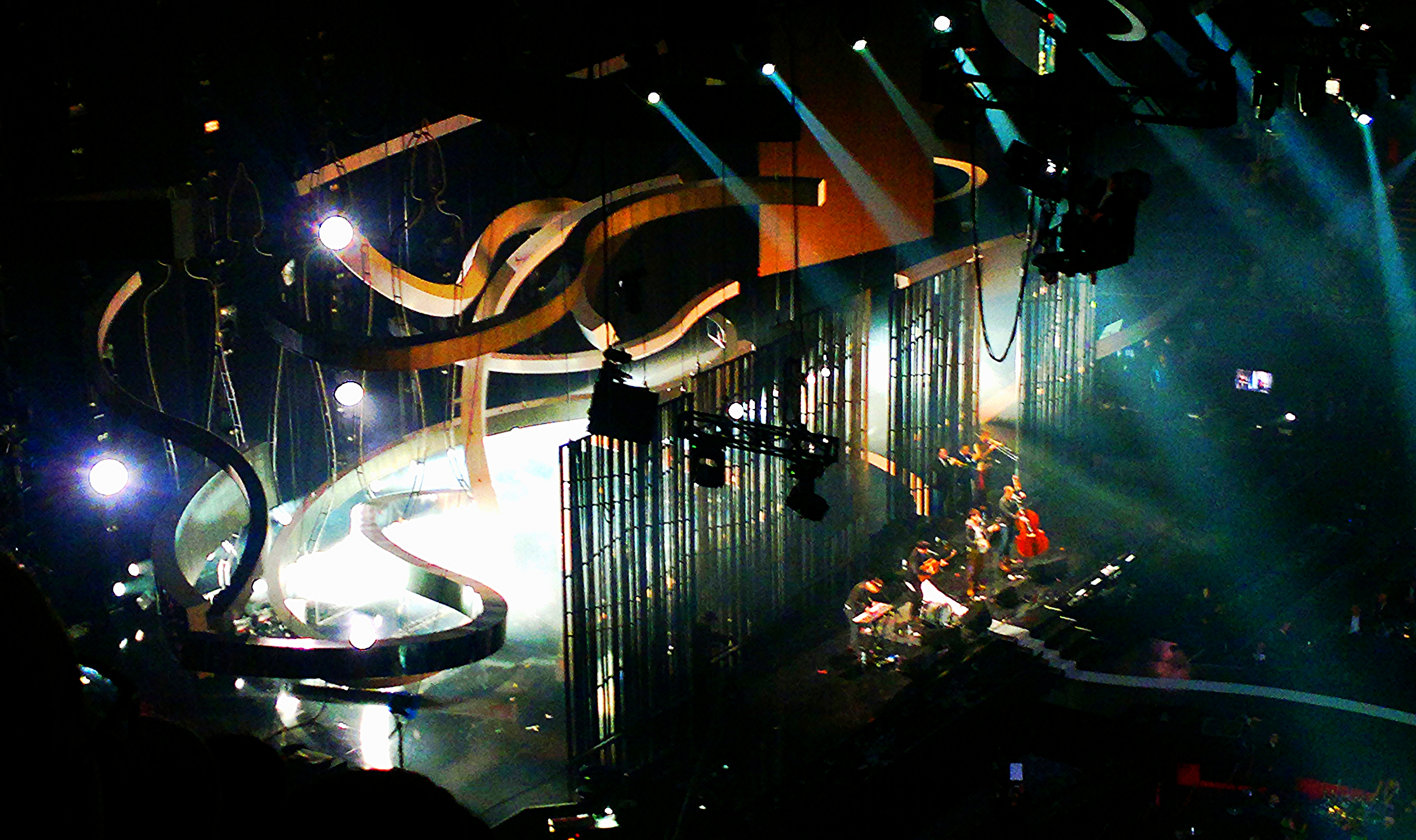
Mumford & Sons cântă la Brit Awards 2013 pe O2 Arena din Londra,

Prima fază a unui turneu mondial din 2013 pentru promovarea albumului Babel a fost lansată în noiembrie 2012. Turneul Gentlemen of the Road a continuat până în 2013. După ce a susținut două spectacole pe 8 și 9 iunie 2013 la Austin360 Amphitheater⁠(d) din Austin, Texas, basistul Ted Dwane s-a internat în un spital a doua zi. Chirurgii au găsit un cheag de sânge⁠(d) pe suprafața creierului său și au efectuat o intervenție chirurgicală pentru a-l îndepărta. Urmând sfaturile medicale pentru a ajuta la recuperarea lui Dwane, trupa a anulat restul turneului Summer Stampede, inclusiv spectacolele de la Festivalul de Muzică Bonnaroo din 2013⁠(d) și s-a întors în Regatul Unit. Operația lui Dwane a reușit, iar recuperarea a fost atât de rapidă încât trupa a reușit să fie cap de afiș la Festivalul Glastonbury⁠(d) din 2013, pe 30 iunie, trupa primind aprecieri pentru prestația sa.
După ce a inclus pentru prima dată câteva orașe de escală în turneul lor din 2012, trupa a ales din nou cinci orașe din Canada, Regatul Unit și SUA pentru a găzdui un festival de două zile cu spectacole pe mai multe scene, precum și diverse alte activități și spectacole. Prima escală a turneului Gentleman of the Road din 2013 a fost în Lewes, East Sussex, între 9 și 20 iulie. Urmează Simcoe, Ontario,⁠(d) între 23 și 24 august, urmat de Troy, Ohio,⁠(d) între 30 și 31 august. Trupa și-a completat turneul cu escale în Guthrie, Oklahoma pe 6 și 7 septembrie și, în sfârșit, St. Augustine, Florida, pe 13 și 14 septembrie. The Vaccines, Edward Sharpe & the Magnetic Zeros, Vampire Weekend, Old Crow Medicine Show, Yacht Club DJs, Alabama Shakes și diverse alte trupe au concertat și ele la multe dintre escalele de-a lungul turneului.
După încheierea turneului Babel, Mumford and Sons și-au luat o pauză de cinci luni înainte de a se întoarce în studio în februarie 2014 pentru a începe lucrul la al treilea album.

### Wilder Mind(2015–2017)
Pe 27 februarie 2015, trupa a lansat un scurt videoclip care părea să anunțe un nou material live, promițând un anunț suplimentar pe 2 martie. La acea dată, s-a anunțat că al treilea album de studio al trupei se va intitula Wilder Mind⁠(d) și că va fi lansat pe 4 mai 2015, iar primul single „Believe”⁠(d) a fost lansat pe posturile de radio pe 9 martie și disponibil pentru descărcare imediat după aceea. Anunțul a confirmat și o nouă serie de festivaluri Gentleman of the Road Stopovers pentru vara lui 2015.
Mumford & Sons și-au făcut revenirea live la clubul Oslo⁠(d), cu o capacitate de 375 de persoane, din Hackney, Londra, pe 10 martie 2015, cu un spectacol intim pentru familie și prieteni. Trupa a cântat din nou și pentru fani în următoarele două seri, interpretând în premieră melodii de pe Wilder Mind. Al doilea single de pe Wilder Mind, „The Wolf⁠(d)” a avut premiera la BBC Radio 1⁠(d) pe 9 aprilie 2015 și a fost disponibil pentru descărcare imediat după aceea, înregistrarea audio oficială fiind încărcată pe canalul de YouTube al trupei. Videoclipul oficial, o înregistrare live al trupei care interpretează melodia, a fost încărcat pe YouTube pe 13 aprilie 2015.
Mumford & Sons și-au confirmat revenirea pe 14 ianuarie 2015 prin anunțul prezenței ca recital principal la Festivalul de Muzică Bonnaroo din 2015. Mumford and Sons au fost principalul recital și la festivalurile Reading & Leeds⁠(d) în 2015. În săptămânile următoare, au fost adăugate multe alte date turneului lor din 2015 în Marea Britanie și Irlanda. 
La 30 aprilie 2015, trupa a anunțat un spectacol intim la Brighton Corn Exchange exclusiv pentru membrii listei lor de e-mail. Concertul a avut loc pe 1 mai 2015. Mumford & Sons și-au promovat noul album cu mai multe apariții la emisiuni radio și de televiziune, între care un Live Lounge⁠(d) special pentru BBC Radio 1⁠(d),  The Graham Norton Show⁠(d),  Saturday Night Live la NBC, Later... with Jools Holland⁠(d) la BBC   Late Show with David Letterman⁠(d), și concerte transmise în direct pentru IHeartRadio⁠(d) și SiriusXM⁠(d). Pe 13 aprilie 2015, trupa a anunțat un turneu cu 16 concerte în America de Nord, între datele festivalurilor de vară; turneul a început pe 2 iunie 2015 în Brooklyn, New York.
Pentru Ziua Magazinelor de Discuri⁠(d), pe 18 aprilie 2015, trupa a publicat coordonatele magazinelor la care fanii puteau să asculte în întregime Wilder Mind pe disc de vinil, cu peste două săptămâni înainte de lansarea sa. Tot pentru acest eveniment, formația a lansat și o ediție limitată pe disc de 7" cu „Believe”/„The Wolf”. Wilder Mind a fost lansat pe 4 mai 2015 și a debutat pe primul loc în Regatul Unit, SUA și Australia. Pe 17 iunie 2016, Mumford & Sons a lansat un EP intitulat Johannesburg⁠(d).

### Deltași plecarea lui Marshall (2018–prezent)
Pe 20 septembrie 2018, trupa a lansat un nou single, „Guiding Light⁠(d)”, prezentând noul lor album intitulat Delta⁠(d) pe BBC Radio 1⁠(d). Cel de-al doilea single, „If I Say⁠(d)”, a fost lansat pe 25 octombrie. Delta a fost lansat pe 16 noiembrie 2018, cu apariții ale lui Maggie Rogers⁠(d), Yebba și Gill Landry⁠(d). LP-ul a fost produs de Paul Epworth⁠(d) și a fost înregistrat în principal la The Church Studios⁠(d) din Londra. Pe 14 octombrie 2019, Mumford & Sons au fost anunțați ca headliners la Okeechobee Music & Arts Festival. Pe 23 octombrie 2019, trupa a lansat „Blind Leading the Blind”, o melodie care a fost înregistrată în timpul sesiunilor Delta, dar nu a fost finalizată la timp pentru album. 
În martie 2021, Marshall l-a lăudat pe Twitter pe jurnalistul american și personalitatea rețelelor sociale Andy Ngo⁠(d) pentru cartea sa din 2021 Unmasked, care critică profund mișcarea antifa, spunând „Felicitări @MrAndyNgo. În sfârșit, am avut timp să citesc cartea ta importantă. Ești un om curajos”. Tweetul lui Marshall a primit reacții și critici pe rețelele de socializare. După aceasta, Marshall și-a cerut scuze și a anunțat că va lua o pauză în participarea la formație. La 24 iunie 2021, Marshall a declarat că scuzele sale au fost făcute pentru a minimiza impactul asupra formației în general. În declarația sa publicată, el a respins etichetarea drept extremă-dreaptă pentru recomandarea sa privind o carte care critică stânga, spunând că a-l numi pe el fascist este „ridicol dincolo de orice imaginație”. El a anunțat că pleacă de la Mumford & Sons pentru a-și putea spune părerea despre probleme controversate, fără ca colegii săi de formație și familiile lor să sufere consecințele.

## Stilul și evoluția muzicală

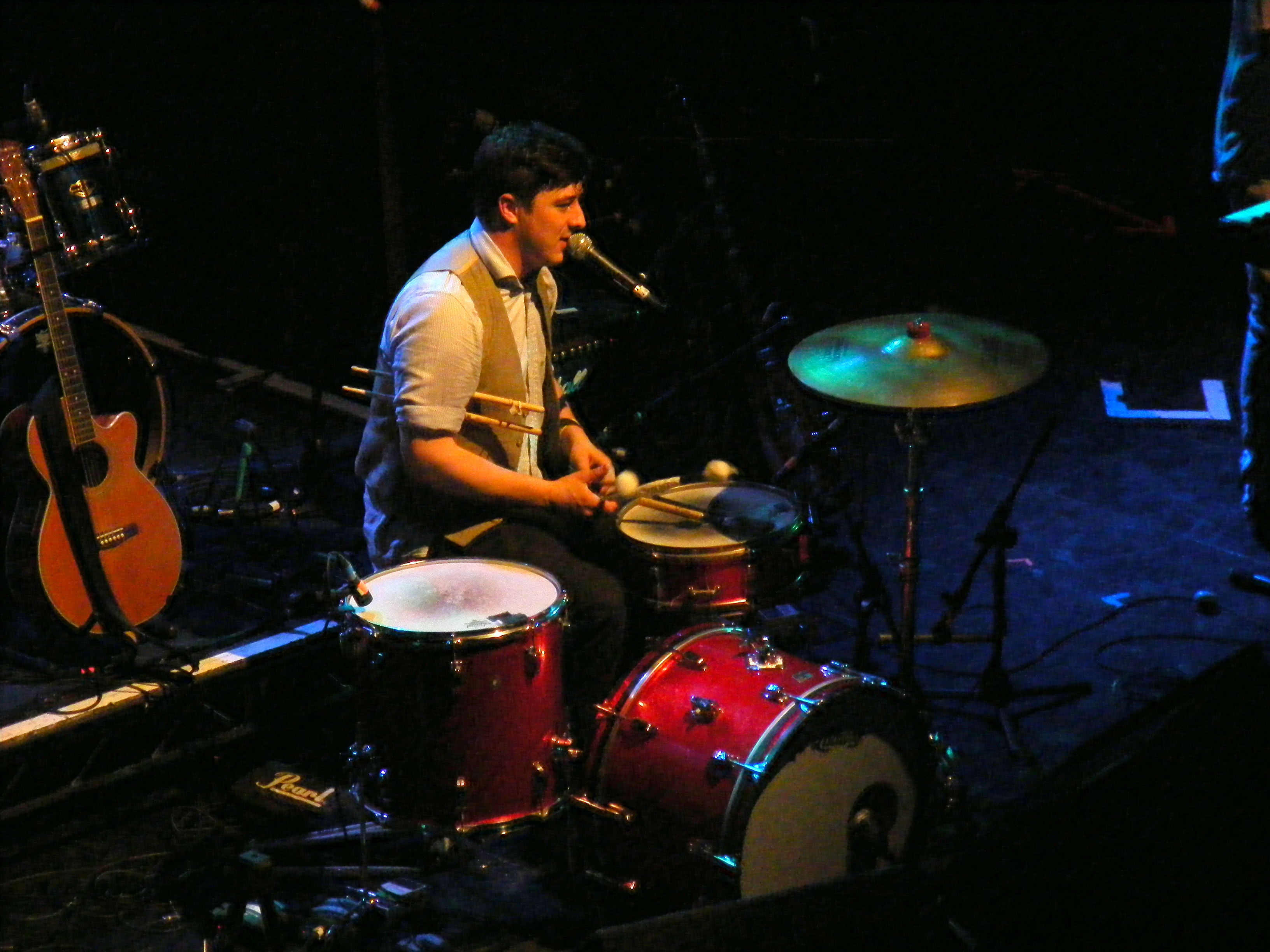
Membrii trupei cântă la mai multe instrumente în spectacole live. Aici, Marcus Mumford stă la o baterie de tobe.

Mumford & Sons au fost descriși de The Hollywood Reporter și Forbes ca formație de folk rock. Ei au început folosind instrumentație bluegrass⁠(d) și folk, instrumentele principale fiind chitara acustică, banjoul, pianul și un bas dublu, la care au cântat fcu un stil ritmic bazat pe rockul alternativ și pe folk. În documentarul Big Easy Express, Marcus Mumford recunoaște influența din partea lui Old Crow Medicine Show⁠(d): „am auzit pentru prima oară muzica lui Old Crow când aveam vreo 16, 17 ani, și m-a făcut să-mi placă mult muzica de gen folk, bluegrass. Adică, ascultasem mult Dylan, dar nu mă aventurasem așa mult în lumea country. Deci Old Crow a fost formația care m-a făcut să mă îndrăgostesc de muzica country.” Mumford recunoaște că „formația i-a inspirat să ia în mână banjoul și să-și înceapă deja celebrele lor seri country de la Londra.” Ketch Secor, principalul membru al formației Old Crow, este și el de acord: „băieții ăia au preluat mesajul și l-au dus mai departe.”
„Emmylou Harris s-a numărat „printre artiștii introductivi, care i-au ajutat pe Mumford și pe colegii de formație Ben Lovett, Ted Dwane și Winston Marshall să-și descopere dragostea pentru muzica populară americană. A început cu coloana sonoră de la «O Brother, Where Art Thou?» ... Aceasta i-a dus în cele din urmă la Old Crow Medicine Show și apoi la imersiunea profundă în sunete retro din demult neglijatul trecut al Americii.””
O mare parte din conținutul liric al lui Mumford & Sons are o influență literară puternică, numele albumului lor de debut derivând dintr-un vers din Mult zgomot pentru nimic de William Shakespeare. Piesa „Sigh No More” include versuri din această piesă de teatru, cum ar fi Serve God love me and mend, For man is a giddy thing, și One foot in sea, one on shore. Titlul piesei „Roll Away Your Stone” este o aluzie la Macbeth; cântecul include versul Stars hide your fires/ And these here are my desires care împrumută și parafrazează versul lui Macbeth din actul 1, scena 4: Stars, hide your fires,/ Let not light see my black and deep desires. „The Cave” include mai multe referințe la Odiseea, în special la sirenele pe care Ulise le întâlnește în călătoria sa spre casă. Cântecul conține și multe referiri la cartea lui GK Chesterton, Sf. Francis de Assisi, în care Chesterton folosește mitul peșterii al lui Platon ca o modalitate de a explica modul în care Sfântul Francisc vede lumea din perspectiva lui Dumnezeu. „Little Lion Man” pare a fi o repovestire sub formă de monolog dramatic a lui Yvain, Cavalerul Leului⁠(d) de Chretien de Troyes, care este povestea unui cavaler care înnebunește după ce și-a trădat o promisiune făcută soției sale de a se întoarce la ea. Atât „Timshel”, cât și „Dust Bowl Dance” se inspiră în mare măsură din romanele lui John Steinbeck Șoareci și oameni, La răsărit de Eden și Fructele mâniei.
Schimbarea sunetului formației de pe cel de al treilea album a fost descrisă de Lovett drept o „depărtare naturală”. La sfârșitul turneului Babel, Winston Marshall a renunțat la banjo în schimbul chitarei electrice la probele de sunet și Mumford a început să cânte la tobe, pe măsură ce formația a trecut la experimente cu instrumente grele și chiar cu câteva piese Radiohead. Banjoul, un instrument care devenise sinonim cu formația, nu figurează pe disc. NME a arătat că sunetul trupei este „mai expansiv decât oricând și cu siguranță mai greu, datorită schimbării instrumentației”. De asemenea, formația a folosit o baterie completă de tobe în loc de tobă cu pedală. „Am avut gama noastră standard de instrumente în ultimii șase ani și simțeam că aceasta este paleta noastră, [dar] am început să mai culgem și alte lucruri”, a spus Lovett. „Este o depărtare foarte naturală de la unele dintre acele lucruri mai de rădăcini.”
Lovett a spus pentru NME că lucrul cu James Ford⁠(d) pentru Wilder Mind a făcut parte din aceste căutări după ceva nou. „Am simțit nevoia de schimbare. Nu de la Markus [Dravs], dar era atât de strâns atașat de acele prime două discuri încât, deoarece ne-am luat acel timp liber, am vrut să încercăm să facem ceva nou. Se simțea că, dacă facem al treilea disc cu Markus, o însemna asta că facem al nouălea și al zecelea disc tot cu Markus? La un moment dat trebuie să încerci lucruri diferite, deoarece am simțit împreună că este timpul să încercăm altceva. Markus știe că s-ar putea să facem următorul disc cu el. Cu siguranță nu ne-am despărțit [de Dravs], doar ne testăm opțiunile!”

## Gentlemen on the Road
În 2009, trupa a fondat Gentlemen of the Road, o companie de promovare live, casă de discuri și organizatoare a seriei globale de festivaluri Stopover. Aceste festivaluri tind să aibă loc în orașe și sate care nu sunt în mod normal în turnee de trupe sau cântăreți, în efortul de a aduce bani pentru comunitatea respectivă și de a ajuta afacerile de acolo. Membrii formației aleg ei înșiși formațiile secundare care cântă pentru la festivalurile Stopover. Printre acestea se numără trupe precum Foo Fighters, The Flaming Lips, The Vaccines⁠(d), The Maccabees și Jenny Lewis⁠(d), printre altele.

## Membrii
| - Marcus Mumford⁠(d) – voce principală, chitară, percuție - Ben Lovett⁠(d) – voce, pian, claviaturi, acordeon - Ted Dwane⁠(d) – voce, chitară bas, bas dublu, percuție - Winston Marshall⁠(d) – voce, chitară, banjo, chitară bas (2007–2021) - Chris Maas – percuție - Tom Hobden – scripcă⁠(d), chitară (și de la Noah and the Whale⁠(d) și Gang of Youths⁠(d) - Nick Etwell⁠(d) – trompetă, corn, claviaturi (și de la The Filthy Six⁠(d) - Dave Williamson – trombon, claviaturi, percuție - Harrison Cargill – claviaturi, chitară, percuție - Joe Clegg – percuție Delta - Mamadou Sarr – percuție - Gill Landry⁠(d) – voce - Chris Maas – percuție - Maggie Rogers⁠(d) – voce - Yebba – voce - Rob Moose⁠(d) – coarde - Paul Epworth⁠(d) – alte instrumente | Wilder Mind - James Ford – percuție, claviaturi - Tom Hobden – vioară - Thomas Bartlett aka Doveman – claviaturi - Dave Nelson – trombon - Aaron Dessner⁠(d) – claviaturi - Benjamin Lanz – trombon Sigh No More - Nick Etwell – trompetă, corn - Pete Beachill – trombon - Nell Catchpole – vioară, violă - Christopher Allan – violoncel - Markus Dravs – coarde de pian - Tom Hobden – părți originale cu coarde pe piesa 5 Babel - Chris Allan – violoncel - Nell Catchpole – vioară, violă - Nick Etwell – trompetă, corn - Ross Holmes⁠(d) – scripcă - Dave Williamson – trombon - Ross Holmes⁠(d) – scripcă (also of Chessboxer) - Oli Langford – scripcă (Iceland Airwaves 2017, rezervă pentru Tom Hobden) - Richard Freeman – trompetă - Dan Carpenter – trompetă - Ephraim Owens⁠(d) – trompetă - Ben Lanz – trompetă - Davie Knott – trombon - Raymond James Mason - trombon (Delta Tour Dec 2019, rezervă pentru Dave Williamson) - Will Calderbank – violoncel (și de la Sons of Noel and Adrian⁠(d) - Chris Allan – violoncel - Michael Siddell – vioară (also of The Leisure Society⁠(d) - Ivan Bunyard – percuție - Harrison Cargill – guitar, mandolin (replacement guitar when Mumford broke his hand) - Rob Moose⁠(d) – vioară (WFUV⁠(d) Dec 2019) - Mario Gotoh – vioară (WFUV Dec 2019) - Caitlin Sullivan – violoncel (WFUV Dec 2019) |

## Discografie
- Sigh No More⁠(d) (2009)
- Babel⁠(d) (2012)
- Wilder Mind⁠(d) (2015)
- Delta⁠(d) (2018)

## Turnee
- Turneul Sigh No More (2009–12)
- Turneul Babel (2012–13)
- Turneul Wilder Mind (2015–18)
- Turneul Delta⁠(d) (2018–20) [115]

## Premii și nominalizări
Mumford & Sons au primit următoarele distincții:
- ARIA Music Awards⁠(d) 2010, Cel mai popular artist internațional
- Premiile Q⁠(d) 2010, Cel mai bun artist nou
- UK Festival Awards⁠(d) 2010, artist inovator
- Americana Music Honors & Awards⁠(d) 2011, Artistul emergent al anului
- Billboard Music Award 2011, Cel mai bun album rock (pentru Sigh No More)
- Billboard Music Award 2011, Cel mai bun album alternativ (pentru Sigh No More)
- Billboard Music Award 2011, Cel mai bun artist alternativ
- Brit Awards 2011, Albumul britanic al anului⁠(d) (pentru Sigh No More)
- Billboard Music Awards 2013, Cel mai bun album rock (pentru Babel)
- Brit Awards 2013, cel mai bun grup britanic⁠(d)
- Echo Music Prize⁠(d) 2013, cel mai bun grup rock/pop internațional
- Premiul Grammy 2013, Albumul anului (pentru Babel)
- Premiul Grammy 2013, Cel mai bun film muzical (pentru Big Easy Express)
- Premiul Juno 2013, Albumul Internațional al Anului
- Premiile Ivor Novello 2014, Realizări internaționale
- UK Americana Awards⁠(d) 2018, Premiul Trailblazer